# 나고야 구장
나고야 구장(일본어: ナゴヤ球場, なごやきゅうじょう)은 일본 아이치현 나고야시 나카가와구에 있는 야구장이다.
1948년 12월 2일에 개장하여 개장 당시 주니치 구장(中日球場)이라는 이름을 사용하며 센트럴 리그 팀인 주니치 드래건스가 1996년까지 홈 구장으로 사용하였지만, 1997년 돔 구장인 나고야 돔의 완공으로 인해 현재는 주니치 드래건스 2군(웨스턴 리그) 팀의 본거지 구장으로 사용하고 있다. 1975년 가을에 구단의 모기업인 주니치 신문을 비롯하여 많은 대기업들의 출자에 의해서 구장의 새로운 계열사인 《주식회사 나고야 구장(株式会社ナゴヤ球場)》을 설립함과 동시에 구장 이름도 나고야 구장이라는 현재의 명칭으로 변경되었다.

## 같이 보기
- 주니치 드래건스